# Konstantin Rufowitsch Sakajew
Konstantin Rufowitsch Sakajew (russisch Константин Руфович Сакаев, wiss. Transliteration Konstantin Rufovič Sakaev; * 13. April 1974 in Leningrad) ist ein russischer Schachmeister.

## Werdegang
Sakajew wurde 1990 Jugendweltmeister der unter 16-Jährigen, 1992 Weltmeister der unter 18-Jährigen und bekam im nächsten Jahr vom Weltschachbund FIDE den Großmeistertitel verliehen. Im Jahre 1999 gewann er die russische Einzelmeisterschaft. Zusammen mit dem russischen Team wurde er zweimal Olympiasieger (1998 und 2000), bei der Schacholympiade 1994 erreichte er mit Russlands zweiter Mannschaft den dritten Platz. Bei der Mannschaftsweltmeisterschaft 2001 belegte er mit Russland den zweiten Platz und erreichte am ersten Reservebrett das beste Einzelergebnis. 2001/2002 war er Teilnehmer an der FIDE-Weltmeisterschaft („Knock-Out“-Modus) in Moskau, dort scheiterte er in der dritten Runde an Jewgeni Barejew. Bei der Europameisterschaft 2007 in Dresden belegte Sakajew mit sechs weiteren Spielern punktgleich den 1.–7. Rang. In den erforderlichen Stichkämpfen um den EM-Titel unterlag er dem späteren Zweiten Emil Sutovsky und wurde am Ende Sechster.
Sakajew gewann die russische Mannschaftsmeisterschaft 1992, 2000 und 2001 mit Sankt Petersburg, 1995 mit Nowaja Sibir Nowosibirsk und 2006 mit Ural Oblast Swerdlowsk. Außerdem spielte er in Russland auch schon für TPS Saransk.
Sakajew spielte in der deutschen Schachbundesliga in der Saison 2003/04 für die Bremer Schachgesellschaft von 1877 und in der Saison 2006/07 für den mehrfachen Mannschaftsmeister SG Porz.
In der französischen Mannschaftsmeisterschaft spielte er von 2005 bis 2007 für Mulhouse Philidor.
In Jugoslawien spielte Sakajew für die Mannschaft Goša Smederevska Palanka, mit der er am European Club Cup 1997 teilnahm.
Seine Elo-Zahl beträgt 2594, damit liegt er auf Position 239 der Weltrangliste (Stand: November 2014). Seine bisher höchste Elo-Zahl hatte er mit 2677 im Januar 2005. Zuletzt unter den besten 30 der Weltrangliste war er im April 2005.